# Hồng Sơn, Đô Lương
Hồng Sơn là một xã thuộc huyện Đô Lương, tỉnh Nghệ An, Việt Nam.
Xã Hồng Sơn có diện tích 14,96 km², dân số năm 1999 là 3515 người, mật độ dân số đạt 235 người/km².

## Hành chính
Xã được chia thành 5 xóm: 1, 2, 3, 4,5